# Prison Break (série télévisée)
Pour film de 1938, voir Prison Break (film, 1938).
Vous lisez un « bon article » labellisé en 2007.
Prison Break ou La Grande Évasion au Canada, est un feuilleton télévisé américain en 90 épisodes de 43 minutes créé par Paul Scheuring et diffusé sur le réseau Fox entre le 29 août 2005 et 15 mai 2009. Le feuilleton revient pour une cinquième saison sous la forme d'une minisérie de neuf épisodes, intitulée Prison Break: Resurrection,, diffusée entre le 4 avril et 30 mai 2017 aux États-Unis ,,,,.
Au Québec, le feuilleton est diffusé à partir du 13 avril 2006 sur TVA et rediffusé depuis le 22 septembre 2006 sur la chaîne Mystère ; en Suisse romande, du 21 août 2007 au 28 septembre 2009 sur la TSR ; en France du 31 août 2006 au 24 octobre 2009 sur M6, en Belgique et au Luxembourg de janvier 2007 à mars 2010 sur RTL-TVI.

## Synopsis
Ce feuilleton met en scène les aventures de deux frères confrontés au monde carcéral. L'intrigue s'articule notamment autour des différentes prisons dans lesquelles eux-mêmes ou certains de leurs proches sont incarcérés, ainsi que de leurs tentatives d'évasion successives.
Lincoln Burrows, un petit truand, est accusé à tort d'avoir tué le frère de la vice-présidente des États-Unis. Condamné à mort, il est incarcéré dans le pénitencier d'État de Fox River, dans l'attente de son exécution. Son frère, Michael Scofield, un ingénieur surdoué convaincu de son innocence, l'aide à s'évader avant la date fatidique. Pour cela, Michael se fait tatouer les plans de la prison sur le torse, les bras et le dos, puis il commet un braquage afin d'y être incarcéré à son tour. Une fois emprisonné à Fox River, Michael cherche à s'évader en compagnie de son frère, à l'aide des plans dessinés sur son corps.
Après leur évasion, Michael et Lincoln sont recherchés non seulement par la police, mais aussi par les agents du Cartel, une organisation secrète à l'origine de la conspiration qui a conduit Lincoln dans le couloir de la mort. Leur cavale les mène au Panama, où Michael est arrêté par la police locale et incarcéré dans le pénitencier de Sona, où les détenus sont livrés à eux-mêmes depuis qu'une émeute y a éclaté. Plus tard, il est enfermé à la prison d'Ogygia, au Yémen, alors que la guerre civile fait rage aux alentours. Dans les deux cas, Lincoln, resté à l'extérieur, aide Michael à s'évader, avec le soutien de plusieurs de leurs amis ou alliés de circonstance précédemment rencontrés à Fox River ou durant leur cavale.

## Caractéristiques

### Fiche technique
- Titre original et français : Prison Break
- Titre québécois : La Grande Évasion
- Création : Paul Scheuring
- Réalisation : Bobby Roth, Kevin Hooks, Dwight H. Little, Nelson McCormick, Karen Gaviola, Michael Switzer, Guy Ferland, Greg Yaitanes, Vincent Misiano et Milan Cheylov
- Scénario : Paul Scheuring, Zack Estrin, Nick Santora, Karyn Usher, Matt Olmstead, Seth Hoffman, Christian W. Trokey, Kalinda Vazquez et Monica Macer
- Casting : Scott Genkinger, Junie Lowry-Johnson, Flavio ladrier
- e, Sean Cossey et J.J. Ogilvy
- Direction artistique : Kerry Sanders, Peter Ochotta, Peter Mihaichuk, Philip Leonard et Joanna Dunn
- Décors : Larry Leonard, Lisa Wolff, Jackie Carr, Sam Higgins et Meredith Garstin
- Costumes : Taneia Lednicky, Susan Kaufmann et Sonoo Mishra
- Effets spéciaux : Frank Ceglia, Guy Clayton Jr., Chris Davis, Graham S. Hollins, Mike Sasgen, Douglas W. Beard, Russ Perkin et Ed Smith; Tinsley Studio et Warehouze
- Photographie : Fernando Argüelles, Jeffrey C. Mygatt, Robert LaBonge et Chris Manley
- Son : Christopher Landers, Steffan Falesitch, Damon Cohoon, Mathew Waters, Joe Barnett, Gregory M. Gerlich, Peter Reynolds, Jody Thomas, Darrell Henke et Christopher T. Silverman
- Montage : Etienne Des Lauriers, Scott Eilers, Eric Seaburn, Warren Bowman, James Coblentz, Kaja Fehr et Scott Powell
- Musique : Ramin Djawadi
- Production : Garry A. Brown, Karyn Usher, Wentworth Miller, Dominic Purcell et Michael Klick
  - consultant : Nicholas Wootton et Marti Noxon
  - associé : Agatha Warren et Hynndie Wali
  - délégué : Marty Adelstein, Neal H. Moritz, Dawn Parouse, Brett Ratner, Paul Scheuring, Matt Olmstead, Kevin Hooks, Vaun Wilmott et Michael Pavone ; Zack Estrin, Nick Santora, Karyn Usher, Michael W. Watkins et Steve Beers (coproducteurs délégués)
  - superviseur : Zack Estrin, Karyn Usher et Nick Santora
- Sociétés de production : Adelstein Productions, Dawn Olmstead Productions en association avec Original Television et 20th Century Fox Television
- Société(s) de distribution (télévision) :
  - Fox ( États-Unis)
  - Sky One ( Royaume-Uni)
  - M6 ( France)
  - Disney + ( Monde)
- Budget : 2 millions de dollars par épisode (saison 1[8]), 1,4 million de dollars par épisode (saison 2[8]), 3 millions de dollars par épisode (saison 3[8])
- Pays d'origine :  États-Unis,  Royaume-Uni
- Langue originale : anglais, espagnol
- Format : couleur — 35 mm — 16:9 HD — son Stéréo et Dolby Digital
- Genre : action, dramatique, mystère, thriller
- Durée : 60 minutes (avec publicité) soit 44 minutes environ (sans publicité)
- Lieux de tournage : Chicago (Illinois), Dallas (Texas), Sona (Panama) (es) (Panama), Miami (Floride), Rabat (Maroc), Los Angeles (Californie)
- Adaptation :
  - Société de doublage : Mediadub International[9],[10],[11]
  - Direction artistique : Catherine Le Lann[10]
  - Adaptation des dialogues : Lionel Deschoux, Joëlle Martrenchard, Rodolph Freytt et Olivier Lips[10]

 Sauf indication contraire, les informations mentionnées dans cette section peuvent être confirmées par la base de données cinématographiques IMDb,  présente dans la section « Liens externes ».

### Production

#### Création
Ce feuilleton est produit par Adelstein-Parouse Productions en association avec Original Television et Twentieth Century Fox Television. Les producteurs exécutifs sont Paul Scheuring, Matt Olmstead, Dawn Parouse, Marty Adelstein, Neal Moritz et Brett Ratner.
À l'origine, le concept basique de Prison Break (un homme se fait délibérément emprisonner afin d'organiser une évasion) a été suggéré à Paul Scheuring par une collègue, Francette Kelley. Même si Scheuring a tout de suite pensé que c'était une bonne idée, il ne savait pas comment la développer pour en faire une histoire qui tienne la route et la faire accepter à une chaîne de télévision. Il finit par proposer l'histoire du frère condamné à tort et l'intrigue secondaire d'une conspiration. Il commence à écrire la trame de Prison Break et à concevoir les personnages. En 2003, il soumet son projet à la Fox, mais déchante devant le refus de la chaîne, qui pensait que le public ne serait pas intéressé.
Paul Scheuring fait alors le tour des autres chaînes de télévision, sans succès. Le réalisateur et producteur américain Steven Spielberg prend connaissance de ce projet et déclare à Scheuring qu'il est intéressé et souhaite en faire un film. Mais trop pris par son engagement dans la préparation du film La Guerre des mondes, Spielberg ne cesse de repousser le projet. Quelque temps plus tard, après les succès énormes rencontrés par Lost : Les Disparus et 24 heures chrono, la Fox change d'avis et entame la production du feuilleton en 2004. Paul Scheuring affirme toutefois que ces deux séries n'ont eu aucune influence sur l'écriture en elle-même des épisodes. L'épisode pilote est tourné un an après qu'il a écrit le script et cinq mois plus tard, le feuilleton est lancé sur la Fox.

#### Distribution des rôles
Wentworth Miller et Dominic Purcell, qui jouent respectivement les deux personnages principaux Michael Scofield et Lincoln Burrows, ont été les derniers à rejoindre la distribution. Miller a été choisi six jours avant que la production commence et Purcell a été engagé trois jours plus tard.
Pour le rôle de Michael Scofield, Paul Scheuring explique les problèmes de casting : « C'était très difficile de trouver un candidat parmi tous les acteurs possibles d'Hollywood. C'était particulièrement difficile à trouver, on avait toutes sortes de gens. Certains qui prenaient une grosse voix, mais on n'a pas envie de voir ce genre de type s'en sortir, et d'autres au contraire trop sensibles ! Ils pleurnichaient tout le temps ! Ils pensaient qu'à une seule chose : sortir de la prison ! ». Le producteur Brett Ratner s'est alors rappelé qu'il avait remarqué Wentworth Miller lors de ses essais pour le rôle de Superman dans Superman Returns, rôle finalement obtenu par Brandon Routh. Wentworth Miller se souvient : « ça s'est passé à la dernière minute. J'ai reçu le script un vendredi de novembre 2004, j'ai passé l'audition le lundi suivant et on m'a donné la réponse le mardi. Alors que le tournage commençait le lundi d'après. ».
En recevant le scénario du premier épisode, la première pensée d'Amaury Nolasco fut que c'était « one of those failed pilots that the network didn't really want » (« sûrement l'un de ces épisodes pilotes délaissés par les chaînes de télévision ») puisque la plupart des séries ont entamé la production de leur épisode pilote au même moment. Avouant qu'il n'aime pas lire, Nolasco est stupéfait par l'histoire qu'il trouve « huge page-turner » (« vraiment passionnante »). Avant sa dernière audition pour le rôle de Fernando Sucre, Nolasco est très nerveux, particulièrement lorsque Paul Scheuring lui confie qu'il est son choix favori. En définitive, il est retenu.
Après avoir lu le script, Wade Williams refuse d'interpréter le rôle de Brad Bellick car il le trouve « horrible and despicable » (« horrible et odieux »). Sa répugnance vient du fait qu'il est père d'une petite fille de quatre ans. Toutefois, son agent le persuade tout de même d'auditionner, il obtient alors le rôle de Bellick.
Le personnage de Sara Tancredi est joué par Sarah Wayne Callies qui est la première actrice que les producteurs ont vue à l'audition pour le rôle. Par ailleurs, elle est également la première à faire partie de la distribution des acteurs principaux. Après son dernier essai dans les studios de la Fox, Sarah Wayne Callies appelle AAA afin de pouvoir récupérer ses clés oubliées dans sa voiture. Tandis qu'elle attend sur un banc le dépanneur, le groupe de candidats sort et s'éloigne. Paul Scheuring s'approche d'elle et lui demande « Do you really need the job ? » (« Avez-vous vraiment besoin d'un travail ? »). Elle attend quatre heures le club automobile et reçoit, durant ce temps, un appel de son agent confirmant qu'elle a le rôle. Elle affirme avoir sentie être engagée par pitié.
Par ailleurs, quelques rôles de figurants sont tenus par d'anciens prisonniers de la prison de Joliet.
Les producteurs ont dû faire face à des problèmes d'emploi du temps et de casting pour certains personnages. Ainsi, Jeff Perry a remplacé John Billingsley pour le rôle de Terrence Steadman lorsque celui-ci a été engagé pour tenir un rôle régulier dans une série de la chaîne ABC, The Nine. Camille Guaty, qui joue le rôle de la petite-amie de Sucre, Maricruz Delgado, a également été engagée sur cette série. De même, Patricia Wettig, qui interprète Caroline Reynolds, a obtenu l'un des rôles principaux d'une autre série d'ABC, Brothers & Sisters. C'est la raison pour laquelle, les deux actrices sont restées absentes durant la majeure partie de la deuxième saison. En outre, à partir du Un simple inconnu (2x14), le nom de Marshall Allman a été retiré du générique.

#### Lieux de tournage

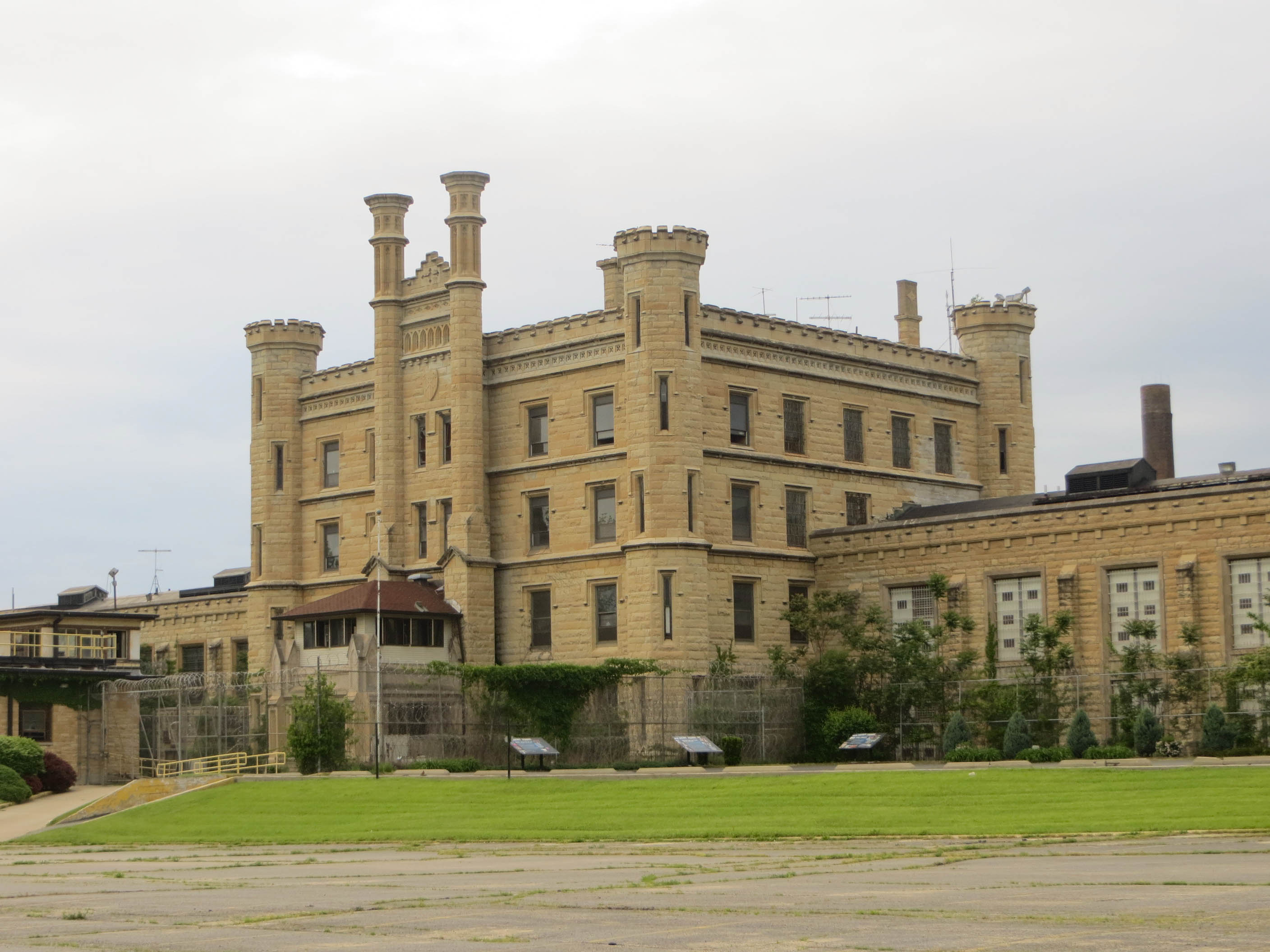
La prison de Joliet dans l'Illinois.

La majorité des scènes de la première saison de Prison Break a été tournée à l'ancienne prison de Joliet, dans la banlieue sud-ouest de Chicago.
Des scènes extérieures ont été filmées à Chicago (notamment à l'aéroport international O'Hare), Woodstock et Toronto au Canada. Prison Break a coûté 2 millions de dollars par épisode dans l'État de l'Illinois, soit 24 millions de dollars pour l'année 2005.
L'attaque de la banque est la première scène filmée par l'équipe en novembre 2004. Wentworth Miller précise : « C'était le tout premier jour ! Je n'avais jamais tenu d'arme auparavant et même si elle était remplie avec des balles à blanc, lorsque je devais la pointer sur le visage de l'employée de banque, c'était très étrange ! Vous voyez le pistolet bouger parce que je suis très nerveux de le pointer sur le visage de cette pauvre femme. ».
Le tournage de la deuxième saison a repris le 15 juin 2006 à Dallas. Le Texas a été choisi pour ses décors à la fois urbains et ruraux. Tous les lieux de tournage (Little Elm, Decatur et Mineral Wells) se situent dans un rayon de 30 minutes de Dallas et ont été sélectionnés pour représenter diverses villes américaines. Chaque épisode est tourné en huit jours et approximativement 1,4 million de dollars sont introduits dans l'économie locale par épisode. La production a dépensé environ 50 millions de dollars dans la région de Dallas.
Lors de la troisième saison, le tournage continue à Dallas avec quelques scènes et prises de vues supplémentaires tournées en Floride et en Louisiane, mais aussi au Panama.
La quatrième saison se déroule entre Los Angeles et Chicago en première partie de saison puis Miami en seconde partie.

#### Tatouage
Le tatouage qui recouvre entièrement le haut du corps de Michael Scofield est très présent dans la première saison du feuilleton. Il a été dessiné par Tom Berg et créé par la société Tinsley Transfers (spécialisée dans les tatouages provisoires). Tom Berg est né en 1967, il a travaillé en tant que tatoueur pendant huit ans, puis il s'est dirigé vers le dessin de comics et de jeux vidéo. Le réalisateur et producteur Brett Ratner l'a engagé sur son film Dragon rouge pour réaliser le tatouage du tueur en série. Ayant apprécié cette collaboration, Ratner a de nouveau fait appel à lui pour Prison Break.
La partie du tatouage qui est située sur le torse de Michael Scofield contient les plans des passages souterrains de la prison, tandis que sur le dos est représentée la prison vue du ciel. Bien que Tom Berg sache que des effets spéciaux seraient utilisés pour faire ressortir les plans de la prison sur le tatouage, les contours et les lignes ont été dessinés pour ressembler le plus possible à un schéma. Au fur et à mesure que l'écriture des scénarios avance, Berg est contacté pour créer des tatouages très spécifiques pour l'épisode concerné.
Le tatouage principal est composé de plusieurs morceaux différents déposés un par un sur le corps de l'acteur. Une fois  la zone du corps nettoyée à  l'alcool, une série de décalques est placée sur la peau et le papier est alors détaché. Puis, les morceaux sont collés à la peau avec une colle spéciale et un mastic imperméable à l'eau, avant que chaque partie soit remplie avec de la peinture. Le processus prend en général quatre à cinq heures et n'inclut pas les quarante-cinq minutes utilisées pour retirer le faux tatouage. Lors des scènes où le tatouage n'a pas besoin d'être entièrement montré, par exemple lorsque Michael porte un T-shirt, seuls les tatouages des bras sont appliqués,. Si les tatouages devaient être appliqués en permanence, cela prendrait un temps disproportionné par rapport aux apparitions du héros dans le feuilleton.

### Musique et générique

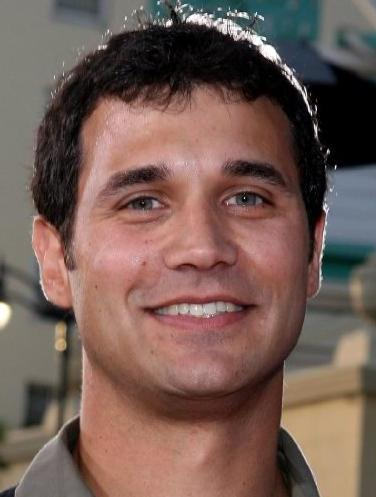
Ramin Djawadi, compositeur de la bande originale de la série

La musique du feuilleton est composée par Ramin Djawadi. La bande originale regroupant les musiques des deux premières saisons est disponible chez Varèse Sarabande depuis le 28 août 2007, et celle regroupant les musiques des deux dernières ainsi que le téléfilm l'est depuis le 2 juin 2009.
Le générique français est différent de l'original : il est interprété par le rappeur marseillais Faf Larage et s'intitule Pas le temps. Il ne fait cependant pas l'unanimité face au générique original. L'auteur a été sensibilisé à cela et répond : «… Mais à ma décharge, l'initiative de l'adaptation du générique vient quand même de la Fox US. En plus, le créateur du feuilleton, Paul Scheuring, kiffe le morceau… Je préfère ça, plutôt que les fans soient mécontents, car pour moi il y a le créateur du feuilleton qui est d'accord ». Certifié disque de platine avec 392 198 ventes (singles et téléchargements), c'est le single le plus vendu durant l'année 2006 selon l'IFOP. 
Pas le temps sera alors utilisé pour les génériques introductifs de tous les épisodes (à l'exception des deux premiers épisodes de la saison 4 et du téléfilm, où la version originale, de quelques secondes, est laissée) mais aussi pour le générique final des épisodes de la saison 1 ; à partir de la saison 2, C'est pas ma faute, autre chanson de Faf Larage, est utilisée.
Concernant les autres diffusions francophones, la Belgique (RTL-TVI) utilise la chanson française, alors que la Suisse (TSR1) conserve le thème original.
Certains autres pays utilisent également un générique différent de l'américain :
- Aux Pays-Bas, sur Kanaal Twee (diffusion néerlandophone), il est interprété par Kaye Styles et s'intitule Prison Break Anthem. Il a également été adopté pour le générique sud-africain.
- En Allemagne, Azad et Adel Tawil interprètent Ich Glaub an Dich (Prison Break Anthem).

### Diffusion

#### En France
| Saison | Période     | Horaire[réf. souhaitée]                                                                     |
| ------ | ----------- | ------------------------------------------------------------------------------------------- |
| 1      | 2006        | Jeudi 20 h 50 (mercredi 20 h 50 pour la fin de la saison)                                   |
| 2      | 2007        | Jeudi 20 h 50                                                                               |
| 3      | 2007 - 2008 | Jeudi 20 h 50                                                                               |
| 4      | 2009        | Samedi 20 h 40 (samedi 23 h 20 pour la fin de la saison et le téléfilm La Dernière Évasion) |
| 5      | 2017        | Jeudi 21 heures                                                                             |

La première diffusion du feuilleton a eu lieu sur la chaîne M6. Ce fut l'un des évènements de la rentrée télévisuelle de l'année 2006. L'audience moyenne est montée à 5,8 millions et avec 7,5 millions de téléspectateurs, soit 30,7 % de parts de marché le 8 novembre 2006, M6 a obtenu sa quatrième meilleure audience depuis sa création. Lors d'une campagne d'affichage en février 2007 pour fêter ses vingt ans, la chaîne a mis en avant le feuilleton avec une publicité représentant Wentworth Miller et Dominic Purcell sous le slogan : « 7,5 millions de Français ont déjà passé une soirée en prison. À qui la faute ? ». En attendant la diffusion de la deuxième saison, tous les épisodes de la première sont rediffusés le dimanche soir sur la chaîne de la TNT, W9, une filiale du groupe M6. Les audiences sont également très satisfaisantes, le feuilleton serait suivi en moyenne par 400 000 téléspectateurs. Pour les dirigeants du groupe, cela constitue un « carton ».
La seconde saison et le début de la troisième se révèlent être moins suivis que la première, mais font toujours des scores très honorables pour la chaîne : en moyenne, 5 millions de téléspectateurs suivent la saison 2.
Cependant, dès cette saison 3, l'audience commence à baisser, passant parfois en dessous des 4 millions de téléspectateurs. Sa diffusion s'est d'ailleurs révélée compliquée ; prévue à l'origine pour être mise à l'écran immédiatement après la deuxième saison, en novembre 2007, quelques mois seulement après le début de sa diffusion aux États-Unis, avec un épisode par semaine, celle-ci se heurte à la grève des scénaristes outre-Atlantique, paralysant bon nombre de séries. Finalement, M6 stoppe la diffusion en décembre avant de la reprendre en début d'année, l'arrêtant à nouveau avant de l'achever en juin 2008, avec un nombre plus important d'épisodes par semaine (deux à trois).
L'arrivée de la saison 4, très tardive (fin août 2009), est lancée, le samedi cette fois, devant seulement 2 millions de téléspectateurs. La série connaît la même érosion d'audience qu'aux États-Unis. Bien que celle-ci soit stable durant la quatrième saison, M6 décide de diffuser les derniers épisodes, ainsi que le téléfilm servant d'épilogue, La Dernière Évasion, en deuxième partie de soirée. La série s'achève devant seulement 1,3 million de téléspectateurs.
Les trois premiers épisodes de la cinquième saison diffusés le jeudi 15 juin 2017, de nouveau sur M6, attirent 2,76 millions de téléspectateurs ; la saison, programmée sur trois semaines, est alors suivie en moyenne par 2,3 millions de téléspectateurs. Durant ces trois jeudis, la chaîne rediffuse également les épisodes de la saison 1 à la suite des épisodes inédits,.

#### Autres pays
Unique nouveau feuilleton à s'être positionné dans le top 20 des meilleures audiences de 2005-2006 au Canada, La Grande Évasion (Prison Break en France) a réalisé une moyenne de 876 000 téléspectateurs parmi les 18-49 ans et 1,4 million de téléspectateurs nationaux pour cette première saison. Après le démarrage de la deuxième saison le 21 août 2006, le feuilleton a globalement maintenu un nombre plus élevé de téléspectateurs dans sa plage horaire avec environ 1,7 million de téléspectateurs enregistrés pour l'épisode du 20 novembre 2006.
Après une énorme campagne publicitaire menée par Seven, la chaîne de télévision australienne, Prison Break a démarré le 1er février 2006 avec une audience moyenne de 1,94 million avec un pic de 2,09 millions de téléspectateurs. Le battage publicitaire a continué pour la diffusion du deuxième épisode la semaine suivante. La première saison s'est achevée le 12 juillet 2006 avec une moyenne de 1,55 million de téléspectateurs et une moyenne de 1,353 million de téléspectateurs pour l'ensemble de la saison. La seconde saison renommée par la chaîne : Prison Break - On the Run, est arrivée première le 31 janvier 2007 avec 1,226 million de téléspectateurs (47 % de part de marché).
La première diffusion du feuilleton à Hong Kong sur TVB Pearl qui a eu lieu du 5 septembre 2006 au 21 janvier 2007, a été un succès, réussissant à obtenir la plus importante audience jamais eue à Hong Kong pour une série dramatique étrangère et à dépasser le précédent record détenu par la série X-Files. Le premier épisode a été suivi par 260 000 téléspectateurs (99 % de part de marché) tandis que le dernier a obtenu une audience de 470 000 téléspectateurs avec un pic à 590 000. En raison de son succès écrasant à Hong Kong, TVB Pearl s'est empressée d'acheter les droits de la deuxième saison et a commencé à la diffuser le 6 mars 2007. Le premier épisode de la deuxième saison a été suivi en moyenne par 270 000 téléspectateurs avec un pic à 310 000. TVB Pearl s'attend à ce que les audiences de la deuxième saison surpassent celles de la première.
En Pologne, le premier épisode diffusé le 28 janvier 2007 a été regardé par 7 millions de téléspectateurs (38 % de part de marché), ce qui constitue un record historique pour une série étrangère sur la chaîne Polsat. C'est également la meilleure audience de la semaine chez les 16-49 ans (46 % de part de marché).
Malgré l'interdiction du gouvernement, Prison Break est également populaire en Chine, où la chaîne de télévision Jinan TV a diffusé quelques extraits dans des émissions éducatives qui enseignent l'anglais aux téléspectateurs. Néanmoins, les autorités ont contacté la chaîne et lui ont formellement interdit de diffuser d'autres extraits. 
Au Sénégal, la chaîne RDV a diffusé l'intégralité des trois saisons de Prison Break. La série a connu un grand succès, ainsi que les ventes des DVD des saisons intégrales.

## Distribution

### Acteurs principaux

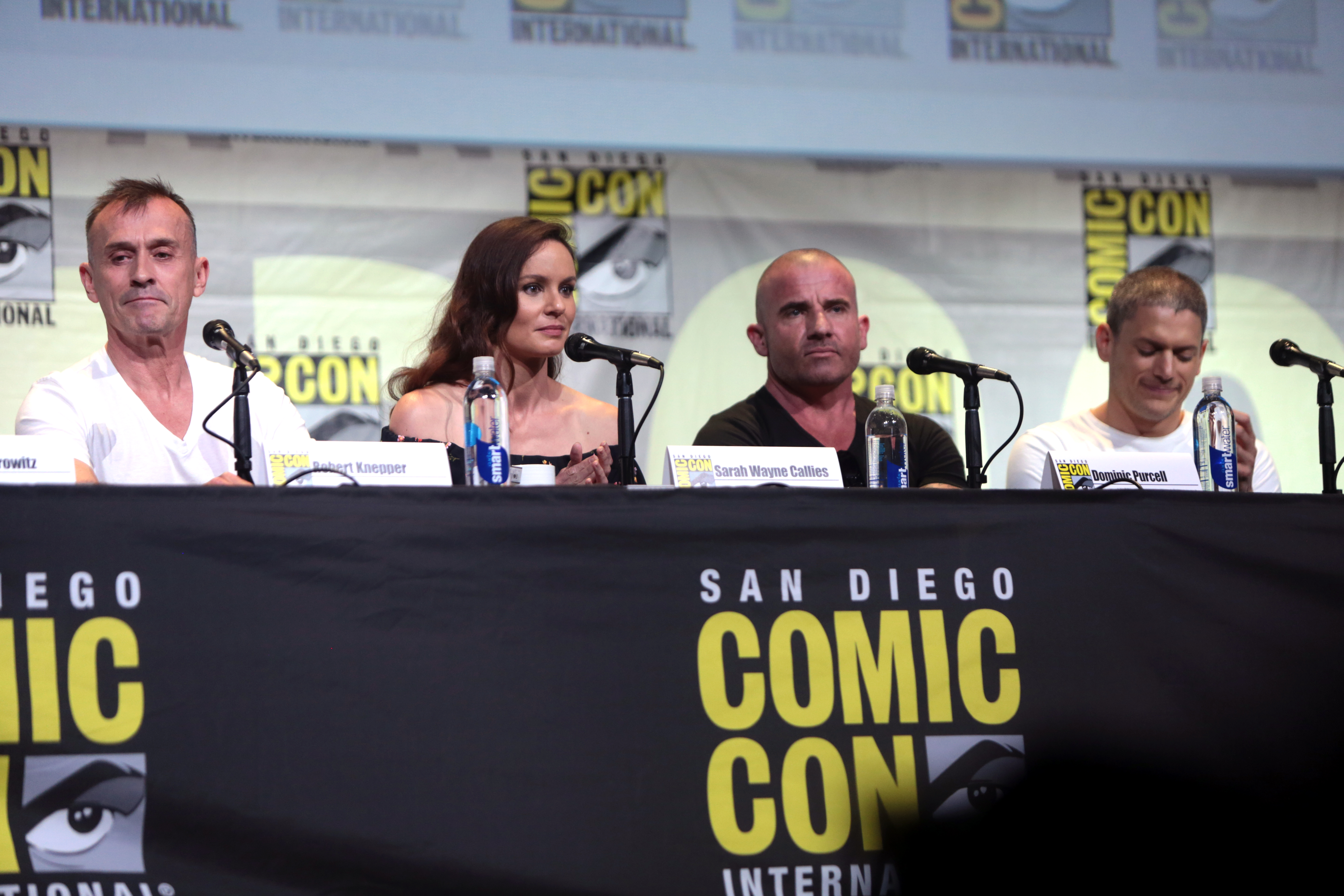
De gauche à droite :
Robert Knepper, Sarah Wayne Callies, Dominic Purcell et Wentworth Miller.

| Acteurs             | VF                 | Personnages                        | Saison 1   | Saison 2   | Saison 3   | Saison 4   | Saison 5   |
| ------------------- | ------------------ | ---------------------------------- | ---------- | ---------- | ---------- | ---------- | ---------- |
| Wentworth Miller    | Axel Kiener        | Michael Scofield / Kaniel Outis    | principal  | principal  | principal  | principal  | principal  |
| Dominic Purcell     | Éric Aubrahn       | Lincoln Burrows                    | principal  | principal  | principal  | principal  | principal  |
| Robert Knepper      | Christian Visine   | Theodore « T-Bag » Bagwell         | principal  | principal  | principal  | principal  | principal  |
| Amaury Nolasco      | Laurent Morteau    | Fernando Sucre                     | principal  | principal  | principal  | principal  | Récurrent  |
| Wade Williams       | Marc Alfos         | Brad Bellick                       | principal  | principal  | principal  | Récurrent  |            |
| Marshall Allman     | Yoann Sover        | L.J. Burrows                       | principal  | principal  | Récurrent  | Récurrent  |            |
| Sarah Wayne Callies | Gaëlle Savary      | Sara Tancredi                      | principale | principale |            | principale | principale |
| Paul Adelstein      | Boris Rehlinger    | Paul Kellerman / Owen Kravecki     | principal  | principal  |            | Invité     | Invité     |
| Peter Stormare      | Patrick Poivey     | John Abruzzi                       | principal  | Invité     |            |            |            |
| Robin Tunney        | Cathy Diraison     | Veronica Donovan                   | principale | Invitée    |            |            |            |
| Rockmond Dunbar     | Gilles Morvan      | Benjamin « C-Note » Miles Franklin | Récurrent  | principal  |            | Invité     | Récurrent  |
| William Fichtner    | Guy Chapellier     | Alexander Mahone                   |            | principal  | principal  | principal  |            |
| Jodi Lyn O'Keefe    | Barbara Delsol     | Gretchen Morgan                    |            |            | principale | principale |            |
| Chris Vance         | Patrick Mancini    | James Whistler                     |            |            | principal  | Invité     |            |
| Danay Garcia        | Alexandra Garijo   | Sofia Lugo                         |            |            | principale | Invitée    |            |
| Robert Wisdom       | Jean-Louis Faure   | Norman « Lechero » St. John        |            |            | principal  |            |            |
| Michael Rapaport    | Ludovic Baugin     | Donald Self                        |            |            |            | principal  |            |
| Inbar Lavi          | Géraldine Kannamma | Sheba                              |            |            |            |            | principale |
| Augustus Prew       | Cédric Lemaire     | David « Whip » Martin              |            |            |            |            | principal  |
| Mark Feuerstein     | Denis Laustriat    | Jacob Anton Ness « Poseidon »      |            |            |            |            | principal  |

### Acteurs récurrents
Source et légende : version française (VF) sur RS Doublage , Doublage Séries Database et Allodoublage

#### Introduits lors de la saison 1
- Stacy Keach (VF : Bernard Tiphaine) : Henry Pope (saison 1, invité saison 2)
- Phillip Edward Van Lear (VF : Pascal Massix) : C.O. Louis Patterson (saison 1, invité saison 2)
- Frank Grillo (VF : Nessym Guetat) : Nick Savrinn (saison 1)
- Muse Watson (VF : Pascal Renwick) (saison 1, épisode 1 à 15) / (VF : Michel Fortin) (depuis l'épisode 17, saison 1) : Charles Westmoreland (saison 1, invité saison 4)
- Christian Stolte (VF : Jean-François Roubaud) : Keith Stolte (invité saisons 1 et 2)
- Mac Brandt (VF : Pascal Montsegur) : C.O. Mack Andrews (invité saison 1)
- Patricia Wettig (VF : Véronique Augereau) : Caroline Reynolds (saison 1, invitée saison 2)
- Danny McCarthy (VF : Pascal Casanova) : Daniel Hale (saison 1)
- DuShon Monique Brown (en) (VF : Marie-Frédérique Habert) : infirmière Katie Welch (invitée saisons 1 et 2)
- Lane Garrison (VF : Emmanuel Garijo) : David "L'acrobate" Apolskis (saisons 1 et 2)
- Matt DeCaro (en) (VF : Achille Orsoni) : C.O. Roy Geary (saisons 1 et 2)
- Michelle Forbes (VF : Emmanuèle Bondeville) : Samantha Brinker (saison 1)
- Joseph Nunez (VF : Jean Tom) : Manche Sanchez (saison 1, invité saison 2)
- Anthony Fleming : Trumpets (saison 1, invité saison 2)
- Cynthia Kaye McWilliams (en) (VF : Anne Mathot) : Kacee Franklin (saison 1, invité saison 2)
- Silas Weir Mitchell (VF : Constantin Pappas) : Charles « Le Disjoncté » Patoshik (saisons 1 et 2, invité saison 3)
- Camille Guaty (VF : Caroline Lallau) : Maricruz Delgado (saisons 1 et 2, invitée saison 3)
- John Heard (VF : Jean-Claude Robbe) : Frank Tancredi (saisons 1 et 2)
- Peter J. Reineman : Gus Fiorello (saison 1)
- Jessalyn Gilsig (VF : Rafaèle Moutier) : Lisa Rix (saison 1)
- Al Sapienza (VF : Arnaud Arbessier) : Philly Falzone
- Michael Gaston : Quinn (saison 1)
- Blaine Hogan : Seth "Cherry" Hoffner (saison 1)
- Philip Rayburn Smith : Adrian Rix (saison 1)
- Holly Valance (VF : Laëtitia Godes) : Nika Volek (saisons 1 et 2)
- Robert Michael Vieau : Christopher Trokey
- Mike Jones (VF : Mohad Sanou) : Darius Morgan
- K. K. Dodds (VF : Marie Gamory) : Susan Hollander (invité saison 1, saison 2)

#### Introduits lors de la saison 2
- Jason Davis (VF : Pierre Tessier) : Mark Wheeler (saison 2, invité saison 4)
- Reggie Lee (VF : Bertrand Liebert) : William « Bill » Kim (saison 2)
- Helena Klevorn (VF : Alice Orsat) : Dede Franklin
- Wilbur Fitzgerald (VF : Jean-Bernard Guillard) : Bruce Bennett (saisons 2 et 4)
- Leon Russom (VF : Gérard Dessalles) : Général Jonathan Krantz (saisons 2 et 4, invité saison 3)
- Callie Thorne (VF : Brigitte Aubry) : Pamela Mahone (invitée saisons 2 et 4)
- Anthony Denison (VF : Richard Darbois) : Aldo Burrows (saison 2, invité saison 1)
- John Billingsley (saison 1) puis Jeff Perry (saison 2) : Terrence Steadman (saison 2, invité saison 1)
- Steven Chester Prince : Agent Blondie (saison 2)
- Kim Coates (VF : Gabriel Le Doze) : Richard Sullins (saisons 2 et 3, invité saison 4)

#### Introduits lors de la saison 3
- Carlo Alban (en) (VF : Benjamin Penamaria) : Luis "McGrady" Gallego (saison 3)
- Laurence Mason (en) (VF : Frantz Confiac) : Sammy Norino (saison 3)
- Davi Jay : Papo (saison 3)
- Joseph Melendez : Rafael (saison 3)
- Curtis Wayne (VF : Stéphane Pouplard) : Cheo (saison 3)
- Christian Bowman : Agent King (saison 3)
- Barbara Eve Harris (VF : Laure Sabardin) : Felicia Lang (saisons 3 et 4, invitée saison 2)
- John S. Davies (en) (VF : Jacques Feyel) : Elliott Pike (saison 3, invité saison 2)
- Crystal Mantecón (VF : Laëtitia Lefebvre) : Sœur Mary Francis (saison 3, invitée saison 4)
- Manny Rubio (VF : Mustrapha Abourachid) : Juan Nieves (saison 3)
- Carlos Compean (VF : Éric Etcheverry) : Colonel Escamilla (saison 3)
- Alex Fernandez : Capitaine Hurtado (saison 3)
- Julio Cedillo : Général Mestas (saison 3)
- F.J. Rio (VF : Stéphane Pouplard) : Augusto (invité saison 3)
- Gustavo Mellado : Alphonso Gallego (saison 3)
- Castulo Guerra : General Zavala (saison 3)
- Dominic Keating : Andrew Tyge (saison 3)

#### Introduits lors de la saison 4
- Shannon Lucio (VF : Marie-Eugénie Maréchal) : Trishanne / agent Miriam Holtz (saison 4)
- Stacy Haiduk (VF : Micky Sébastian) : Lisa Tabak (saison 4)
- Cress Williams (VF : Thierry Desroses) : Wyatt Mathewson (saison 4)
- Kathleen Quinlan (VF : Frédérique Tirmont) : Christina Rose Scofield (saison 4)
- Ted King (VF : Patrice Baudrier) : Downey (saison 4)
- James Hiroyuki Liao (VF : Fabrice Fara) : Roland Glenn (saison 4)
- Michael Bryan French (en) (VF : Pierre Laurent) : Gregory White (saison 4)
- Raphael Sbarge (VF : Guillaume Lebon) : Ralph Becker (saison 4)
- Ron Yuan (VF : Jean-Pierre Rigaux) : Feng Huan (saison 4)
- Steve Tom (VF : Frédéric Cerdal) : Stuart Tuxhorn (saison 4)
- Dameon Clarke (VF : Xavier Fagnon) : Andrew Blauner (saison 4)
- Heather McComb (VF : Sauvane Delanoë) : Rita Morgan (saison 4)
- Graham McTavish (VF : Paul Borne) : Ferguson (saison 4)
- Jude Ciccolella (VF : Marcel Guido) : Howard Scuderi (saison 4)
- Shaun Duke (VF : Patrick Borg) : Griffin Oren (saison 4)
- Michael O'Neill (VF : Philippe Catoire) : Herb Stanton, Directeur du DHS (saison 4)
- Mark Pellegrino (VF : Jean-Pierre Michaël) : Patrick Vikan (saison 4)
- Titus Welliver (VF : Jean-François Aupied) : Scott (saison 4)
- Ivar Brogger : Dr Vincent Sandinsky (saison 4)
- William Mapother (VF : Xavier Béja) : Chris Franco, Agent du FBI (saison 4)
- Reno Wilson : Wilson Wright, Agent du FBI (saison 4)
- John Sanderford : Nathaniel Edison (saison 4)

#### Introduits lors de la saison 5
- Marina Benedict (en) (VF : Laurence Dourlens) : Emily « A&W » Blake (saison 5)
- Rick Yune (VF : Stéphane Pouplard) : Ja (saison 5)
- Steve Mouzakis (en) (VF : Gilduin Tissier) : Van Gogh (saison 5)
- Kunal Sharma (VF : Jonathan Gimbord) : Sid (saison 5)
- Amin El Gamal (VF : Jean-Rémi Tichit) : Cyclops (saison 5)
- Curtis Lum : Agent Kishida (saison 5)
- Numan Acar : Abu Ramal (saison 5)
- Crystal Balint (VF : Armelle Gallaud) : Heather (saison 5)
- Akin Gazi : Omar (saison 5)
- Devin Mackenzie (VF : Françoua Garrigues) : Andrew Nelson Thoreau (saison 5)
- TJ Ramini : Cross (saison 5)
- Waleed Zuaiter : Mohammad al-Tunis (saison 5)
- Ethan Alderman (saison 4) puis Christian Michael Cooper (saison 5) (VF : Maryne Bertieaux) : Michael « Mike » Scofield Jr. (saison 5, invité saison 4)

## Saisons et épisodes

### Intrigues des saisons
Les intrigues principales des deux premières saisons de Prison Break ont été écrites à l'avance. Le producteur exécutif Paul Scheuring explique qu'il a « toujours maintenu qu’il s’agissait d’une histoire sur deux ans et (qu'il) savait quelle allait être l’idée principale de ces deux saisons avant même d’écrire la première page du pilote. ». Devant le succès rencontré par le feuilleton, la Fox a demandé à Scheuring et son équipe de réfléchir au concept de la troisième saison ; ils ont dû « framing the first two seasons as chapter one of the "trilogy". » (« recadrer les deux premières saisons pour en faire le premier chapitre d'une trilogie »).
Par ailleurs, le succès et la reconnaissance rencontrés par le feuilleton ont contribué à relancer le genre des séries carcérales : « genre que l'on croyait condamné à mort depuis Oz. ».
| Épisodes | Épisodes            | Épisodes          | Épisodes                    | Épisodes                    | Épisodes                    |
| Saison   | Saison              | Nombre d'épisodes | Diffusion originale sur Fox | Diffusion originale sur Fox | Diffusion originale sur Fox |
| Saison   | Saison              | Nombre d'épisodes | Années                      | Début de saison             | Fin de saison               |
| -------- | ------------------- | ----------------- | --------------------------- | --------------------------- | --------------------------- |
|          | 1                   | 22                | 2005-2006                   | 29 août 2005                | 15 mai 2006                 |
|          | 2                   | 22                | 2006-2007                   | 21 août 2006                | 2 avril 2007                |
|          | 3                   | 13                | 2007-2008                   | 17 septembre 2007           | 18 février 2008             |
|          | 4                   | 22                | 2008-2009                   | 1er septembre 2008          | 15 mai 2009                 |
|          | La Dernière Évasion | Téléfilm          | 2009                        |                             |                             |
|          | 5                   | 9                 | 2017                        | 4 avril 2017                | 30 mai 2017                 |

#### Première saison (2005-2006)

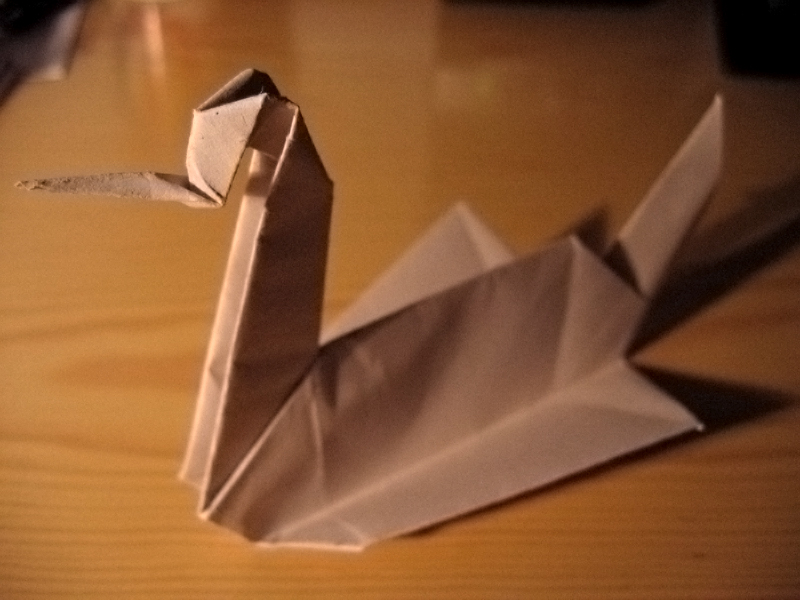
Grue en origami — marque de fabrique de Michael Scofield

La première saison comporte vingt-deux épisodes et a commencé le 29 août 2005 aux États-Unis et au Canada. En France, la diffusion a démarré le 31 août 2006. Cette saison a été principalement filmée dans la prison de Joliet, ce qui contribue à l'originalité du feuilleton.
Lincoln Burrows (Dominic Purcell) est accusé du meurtre de Terrence Steadman, frère de la vice-présidente des États-Unis. Les preuves étant accablantes, il est déclaré coupable de meurtre au premier degré avec préméditation et condamné à mort. Il est incarcéré dans la prison de Fox River dans l'attente de son exécution. Son frère, Michael Scofield (Wentworth Miller), est convaincu de son innocence et conçoit un ingénieux plan d'évasion : il provoque sa propre incarcération à Fox River. Une course contre la montre s'engage pour Michael, qui doit affronter de nombreux obstacles et établir de bons rapports avec les détenus et le personnel de la prison pour réussir à s'évader avec son frère. Les deux héros sont aidés par Veronica Donovan (Robin Tunney), l'avocate et ex-petite amie de Lincoln, enquêtant sur la conspiration qui a envoyé celui-ci en prison. Mais les investigations de Veronica sont constamment contrecarrées par des agents des services secrets, qui travaillent pour le compte d'une organisation dénommée "Le Cartel".

#### Deuxième saison (2006-2007)
La diffusion de la deuxième saison a débuté le 21 août 2006 aux États-Unis et au Canada. En France, le premier épisode a été diffusé en avant-première le 8 novembre 2006. La saison entière est projetée à partir du 13 septembre 2007 à 20 h 50.
L'histoire commence quelques heures après l'évasion de la prison de Fox River et se concentre sur les principaux fugitifs. De nouveaux personnages sont introduits, tel l'agent fédéral Alexander Mahone (William Fichtner), chargé de traquer et de capturer les huit évadés. Le créateur du feuilleton Paul Scheuring décrit cette deuxième saison comme « "The Fugitif" times eight » (« Le Fugitif multiplié par huit ») et la compare à la « second half of "The Great Escape" » (« seconde partie de La Grande Évasion »). Les fugitifs poursuivent leur voyage à travers les États-Unis avec les autorités à leurs trousses tandis que chacun poursuit son propre objectif. Pendant ce temps, l'histoire autour de la conspiration se développe, les membres du Cartel continuent leur plan pour trouver et éliminer Lincoln Burrows ainsi que tous ceux qui se mettent en travers de leur chemin. La majeure partie de l'intrigue concernant la conspiration se termine dans les derniers épisodes de cette saison.

#### Troisième saison (2007-2008)
Après la fin de la saison 2, une saison 3 est confirmée. Cette saison est plus courte que les deux autres : la grève des scénaristes de Hollywood de 2007 a contraint les producteurs à boucler la saison en treize épisodes. Une saison 4 a néanmoins été confirmée par Nick Santora, producteur de la série. Le premier épisode de la saison 3 a été diffusé le 17 septembre 2007 aux États-Unis et le 29 novembre 2007 en France.
Dans cette saison, Michael, Bellick, T-Bag et Mahone se retrouvent derrière les barreaux à Sona, une prison de haute sécurité au Panama. Sara Tancredi et LJ Burrows ont été capturés par le Cartel. Pour délivrer son neveu et sa petite amie, Michael doit faire sortir de prison James Whistler, qui semble avoir des liens avec l'organisation. Michael organise donc un nouveau plan d'évasion, sans avoir rien prévu, et la prison est beaucoup mieux protégée extérieurement que celle de Fox River. Le chef de cette prison est un prisonnier, Lechero. Il surveille ce qui s'y passe et a établi des règles que les détenus doivent suivre. Il n'y a aucune police, les prisonniers sont seuls, livrés à eux-mêmes : les gardes se contentent de surveiller le périmètre extérieur depuis une émeute ayant eu lieu avant l'incarcération de Michael…

#### Quatrième saison (2008-2009)
Le tournage de la saison 4 a commencé le 20 mai 2008. Les deux premiers épisodes de la saison ont été diffusés le lundi 1er septembre 2008 sur le réseau Fox.
Malgré l'engouement des téléspectateurs à la suite de la diffusion des bandes annonces pour un premier épisode de deux heures, cette quatrième saison a obtenu une audience très limitée, en particulier aux États-Unis. Le 20 novembre 2008, Wentworth Miller annonce que la 4e saison sera certainement la dernière de la série. La chaîne américaine FOX, qui diffuse la série, a ensuite confirmé l'information dans un communiqué du 13 janvier 2009.
Dans cette saison, Michael Scofield et Lincoln Burrows veulent mettre un terme définitif à cette course-poursuite entre eux, le Cartel et la police. Michael veut également se venger de la « mort » de Sara Tancredi mais il apprend très vite qu'elle est en vie. Pour cela, ils vont tenter l'impossible : faire tomber le Cartel, avec l'aide de plusieurs personnes, dont Fernando Sucre, Brad Bellick et Alexander Mahone, ainsi que Don Self, un agent du Gouvernement. Dans cette saison, on en apprend beaucoup plus sur le Cartel, ses convictions, ses dirigeants, comme le Général Jonathan Krantz. Des tueurs à gage seront envoyés tout au long de la saison pour attraper les fugitifs. Cette saison se passe à Los Angeles, puis à Miami. Elle conclut la série et continue deux trames : celle de l'affaire Burrows laissée en pointillés, et celle de la saison 3 qui concerne le projet Scylla, James Whistler et l'entreprise Gate.
L'incertitude sur la mort de Sara Tancredi permettait à l'actrice (Sarah Wayne Callies) de faire revenir ou non son personnage dans le scénario. Comme elle a choisi de revenir, la tête trouvée par Lincoln dans la saison précédente se révèle ne pas être celle de Sara.
Cette dernière saison met un terme à l'histoire et aux différentes intrigues. La bande de Scofield parvient à livrer Scylla aux Nations unies représentées par l'agent Paul Kellerman. En échange, ils obtiennent leur immunité, sauf T-Bag, considéré comme un traître. La saison se conclut sur une ellipse de 4 ans, après laquelle Sara et son enfant, Lincoln, Sucre et Mahone rendent visite à la tombe de Michael, dont la mort n'est pas expliquée (mais le sera dans le téléfilm The Final Break), même si des signes, au cours des derniers épisodes, ont rappelé le possible retour de sa maladie. Le général Krantz est quant à lui exécuté sur la chaise électrique, et T-Bag est retourné à Fox River.

#### TéléfilmLa Dernière Évasion
La Dernière Évasion ou The Final Break rassemble les épisodes 23 et 24 de la dernière saison, intitulés The Old Ball and Chain et Free (diffusés en France sous le nom de La Dernière Évasion (1re et 2e partie) concluant la série et diffusés pour la première fois le 24 mai 2009 sur yesSTARS, une chaîne de télévision israélienne. C'est la première fois que Prison Break n'est pas diffusé sur la Fox, mais sur une autre chaîne en première mondiale. Il s'agit bel et bien d'une production indépendante de la Fox (elle provient directement des studios de la série), mais la mise en scène est la même : mouvements de caméras, prises de vues aériennes et musiques de Ramin Djawadi. De ce fait, ces deux derniers épisodes (souvent regroupés en un seul) font partie d'un téléfilm, à proprement parler.
Ce double épisode raconte ce qui s'est passé lors de l'ellipse de la fin de la saison 4. Peu de temps après son mariage avec Michael, Sara est envoyée en prison pour le meurtre de Christina. la mère dénaturée et criminelle de celui-ci, partie prenante du projet Scylla.
Quand le Général en prison apprend que Sara Tancredi se retrouve elle aussi condamnée et emprisonnée dans le même établissement, il tente de la faire tuer, quoiqu'elle soit enceinte. Michael Scofield sauvera Sara dans cette ultime trame qui conclut la série : sachant le peu de temps qu'il lui reste à vivre à cause de sa maladie, il se sacrifie pour lui permettre de s'enfuir.

#### Cinquième saison (2017)
Le 2 juin 2015, le projet d'une courte cinquième saison est en chantier. Il est rapidement annoncé que le personnage de Michael sera bel et bien au casting de cette saison malgré son décès à la fin de la quatrième saison. Les scénaristes ont toutefois affirmé que la raison pour laquelle Michael sera encore en vie est logique et tout à fait satisfaisante.
Le 6 août 2015, la FOX confirme, lors des TCA, le retour de la série pour une nouvelle saison de neuf épisodes avec les deux acteurs principaux, Wentworth Miller et Dominic Purcell.
En janvier 2016, les acteurs Sarah Wayne Callies (interprète de Sara Tancredi), Robert Knepper (Theodore "T-Bag" Bagwell), Rockmond Dunbar (Benjamin Miles "C-Note" Franklin) et Amaury Nolasco (Fernando Sucre) sont annoncés pour reprendre leurs rôles dans la série. Le tournage de cette nouvelle saison débute fin mars 2016. Ce sera finalement un feuilleton à part, d'une saison, intitulé provisoirement Prison Break: Sequel.
La diffusion de ces nouveaux épisodes a débuté le 4 avril 2017 et fini le 30 mai 2017 aux États-Unis,,,, sous le titre Prison Break: Resurrection,.

#### Projet d'une sixième saison
Le 15 mai 2017, Prison Break est annulée ; la série de la Fox ne reviendra pas pour la saison 2017-2018.
Le 31 mai 2017, le créateur de Prison Break a indiqué qu'il était ouvert à une saison 6, s'il parvenait à trouver une bonne idée pour commencer l'écriture du scénario.
Le 14 décembre 2017, Dominic Purcell officialise la sixième saison de Prison Break.
Le 4 janvier 2018, lors des TCA, la Fox annonce officiellement le développement d'une sixième saison de Prison Break.
En août 2019, la Fox annonce qu'il y a aucun projet d'un retour de Prison Break.
Le 8 novembre 2020, l’acteur Wentworth Miller annonce qu’il ne jouera pas dans une possible 6e saison de Prison Break car il ne souhaite plus jouer de rôles de personnages hétérosexuels.
Le 19 juin 2021, l'acteur Dominic Purcell confirme a nouveau sur son compte Instagram que la saison 6 verra le jour, il explique : « Je comprends que vous vouliez tous la saison 6 de Prison Break... Tout comme moi. C'est en mouvement. C'est vraiment le cas. Cela va aboutir. Ça se passe. Une émission comme Prison Break est un gros projet. Cela prend du temps et de l'exécution. Il mérite une finale appropriée. »
Le 2 novembre 2023, Hulu annonce le développement d'une nouvelle série qui se déroule dans le même univers que la série originale, mais avec de nouveaux personnage. La série est supervisée par le co-créateur de Mayans M.C., Elgin James.

## Audiences et accueil critique
| Saison | Saison | Nombre d'épisodes | Diffusion originale sur Fox | Diffusion originale sur Fox | Diffusion originale sur Fox | Année     | Audience moyenne (en millions) | Audience moyenne (en millions) | Audience moyenne (en millions) |
| Saison | Saison | Nombre d'épisodes | Case                        | Début de saison             | Fin de saison               | Année     | Première                       | Finale                         | Moyenne                        |
| ------ | ------ | ----------------- | --------------------------- | --------------------------- | --------------------------- | --------- | ------------------------------ | ------------------------------ | ------------------------------ |
|        | 1      | 22                | 21 h                        | 29 août 2005                | 15 mai 2006                 | 2005-2006 | 10,51                          | 10,24                          | 10,37                          |
|        | 2      | 22                | 21 h                        | 21 août 2006                | 2 avril 2007                | 2006-2007 | 9,37                           | 8,12                           | 9,17                           |
|        | 3      | 13                | 21 h                        | 17 septembre 2007           | 18 février 2008             | 2007-2008 | 7,51                           | 7,40                           | 7,52                           |
|        | 4      | 24                | 21 h                        | 1er septembre 2008          | 15 mai 2009                 | 2008-2009 | 6,53                           | 3,32                           | 4,97                           |
|        | 5      | 9                 | 21 h                        | 4 avril 2017                | 30 mai 2017                 | 2017-2017 | 3,83                           | 2,30                           | 2,61                           |

### Aux États-Unis
Les classements par saison sont basés sur des audiences moyennes par épisode enregistrées par la société Nielsen Media Research.
| Saison | Période     | Horaire[réf. souhaitée] (ET)                               | Classement[réf. souhaitée] | Audience moyenne (en millions de téléspectateurs) |
| ------ | ----------- | ---------------------------------------------------------- | -------------------------- | ------------------------------------------------- |
| 1      | 2005 - 2006 | Lundi 21 h ET puis 20 h à partir du milieu de la saison    | 55e                        | 9,2                                               |
| 2      | 2006 - 2007 | Lundi 20 h                                                 | 51e                        | 9,3                                               |
| 3      | 2007–2008   | Lundi 20 h                                                 | 73e                        | 8,2                                               |
| 4      | 2008–2009   | Lundi 21 h puis vendredi 20 h à partir du milieu de saison | 68e                        | 6,1                                               |
| 5      | 2017        | Mardi 21 h                                                 | 115e                       | 4,0                                               |

La Fox a soutenu le lancement de Prison Break avec une grande campagne publicitaire. Le feuilleton a démarré le 29 août 2005 avec une audience estimée à 10,5 millions de téléspectateurs. La Fox n'avait pas rencontré un tel succès un lundi en période estivale depuis Melrose Place et Ally McBeal diffusées en 1998. Les deux premiers épisodes de la saison ont été diffusés à la suite. Le premier épisode constitue la septième meilleure audience pour une série durant la semaine selon Nielsen Research, le classant même premier chez les 18-49 ans et les 18-34 ans.
La performance de ce début de saison correspond également aux critiques globalement positives des différents médias. Selon le The New York Times, Prison Break est « more intriguing than most of the new network series, and it certainly is one of the most original » (« plus intrigante que la majorité des nouvelles séries et elle est certainement l'une des plus originales »). Il l'a également complimenté pour ses capacités à créer un « suspenseful thriller » (« thriller plein de suspense ») et son « authentic look » (« aspect authentique »). Entertainment Weekly le classe parmi l'une des meilleures nouvelles séries de 2005. D'un autre côté, The Washington Post a critiqué la série pour ses « somber pretentiousness » (« sombres prétentions ») et ses « uniformely overwrought performances » (« interprétations constamment à bout de nerfs »). Le feuilleton attire régulièrement une audience de 10 millions de téléspectateurs chaque semaine, ce qui lui permet d'arriver en tête devant les nouvelles séries introduites durant l'automne 2005. À l'origine, la Fox avait prévu de ne diffuser seulement que treize épisodes, mais le succès rencontré par le feuilleton l'a poussée à rajouter neuf épisodes supplémentaires.
Le premier épisode de la deuxième saison de Prison Break a obtenu une audience moyenne de 9,4 millions de téléspectateurs, chutant ainsi par rapport au résultat de l'année précédente. Cette baisse est plus nette chez les jeunes adultes avec 20 % en moins chez les 18-49 ans par rapport à l'épisode pilote. Néanmoins l'estimation a remonté, passant de 3,6 à 3,9 % pendant la dernière demi-heure. Un critique d'USA Today a déclaré que des « harebrained absurdities that have swamped this show » (« absurdités complètement dingues ont submergé ce feuilleton ») et a reproché aux scénaristes d'être « incredibly lazy » (« incroyablement paresseux »), pour avoir utilisé continuellement le tatouage comme un « all-purpose plot fix » (« accessoire polyvalent pour sauver l'intrigue »). À contrario, Detroit Free Press a recommandé cet épisode, estimant qu'il correspond à la norme établie par la première saison et qu'il constitue un « rocking good entertainment » (« divertissement bien rythmé ») dû à ses « motley crew of cellblock characters » (« détenus si disparates et hauts en couleur ») et à son « taut, ingenious storytelling of series creator Paul T. Scheuring and his staff. » (« scénario tendu et ingénieux créé par Paul T. Scheuring et son équipe »). La deuxième saison a obtenu sa plus forte audience lors de la diffusion de l'épisode La Fin du voyage avec 10,14 millions de téléspectateurs. D'un autre côté, le dernier épisode a obtenu la plus mauvaise audience de la saison avec seulement 8,01 millions de téléspectateurs; soit 2,23 millions en moins par rapport au dernier épisode de la première saison.
Mais dès la saison 3, l'audience sur la chaine de la série est en constante érosion. La saison 3 ne réunira qu'en moyenne environ 7,40 millions de téléspectateurs. La saison 4 est encore plus basse avec un record d'environ 5 millions de téléspectateurs en moyenne suivant la série. Le 18e épisode de la saison 4 a obtenu le record de l'audience la plus faible de la série sur la Fox avec 3 millions de téléspectateurs.

### En France
En 2006, Prison Break se classe au dix-huitième rang des mots clés les plus tapés sur le moteur de recherche Yahoo.fr et au sixième rang parmi les séries télévisées les plus recherchées. En juin 2007, à la suite d'un sondage effectué par le magazine Closer avec l'institut IFOP, Prison Break arrive en troisième position dans la catégorie des séries télévisées préférées des Français.
Les critiques ont été majoritairement positives. Le chroniqueur du magazine Télé Poche estime que c'est « le coup de cœur de la rentrée ! Construit comme un puzzle prodigieux, ce drame carcéral violent enferme son public dans un suspense prenant. » Bruno Icher du journal Libération recommande de ne pas se laisser rebuter par l'idée principale assez peu crédible (un homme se faisant volontairement enfermer pour sortir son frère de prison) ainsi que par « quelques baisses de rythme » et de « se focaliser sur les péripéties haletantes de la série dans le sillage du personnage principal ». Marie Barbier du quotidien L'Humanité apprécie le physique du héros Michael Scofield mais également le fait qu'il soit particulièrement intelligent. Si elle estime que les différents détenus qui l'entourent n'échappent pas aux stéréotypes, elle ajoute que « ces maladresses sont vite oubliées, tant cette série est faite pour vous couper le souffle. » Lors de la rediffusion sur W9, Charlotte Moreau du Parisien a encouragé les lecteurs qui ne connaissaient pas le feuilleton à se plonger dans son univers : « Évasion de prison au scénario machiavélique, personnages clair-obscur, rebondissements riches en émotions intenses, mélange de rire, de drame et même de romance... ». Elle conclut son article en déclarant : « On ne discute pas, on s'y colle ! » Si le TV Hebdo met en garde les téléspectateurs sur la dureté de certaines scènes, il estime toutefois que le feuilleton « surprend par son style et son rythme ». Pour lui, c'est même « une vraie réussite ».
La cinquième saison en 2017 est assez mal reçue, du moins pour ses premiers épisodes, par la critique française, reprochant plusieurs incohérences et un air de déjà-vu (ainsi que de multiples comparaisons avec les comebacks ratés en 2016 comme X-Files et Heroes Reborn),, Télérama conclut même que la série en est arrivée au stade du jumping the shark.

## Distinctions

### Récompenses
- People's Choice Awards 2006
  - Meilleure nouvelle série dramatique[98]

### Nominations
- Golden Globe Award 2006
  - Meilleure série dramatique
  - Meilleur acteur dans une série dramatique - Wentworth Miller[99]
- Television Critics Association Awards 2006
  - Meilleure nouvelle série[100]
- Saturn Award 2006
  - Meilleur acteur de télévision - Wentworth Miller
  - Meilleure série télévisée[101]
- Emmy Award 2006
  - Meilleure musique pour Ramin Djawadi[102]
- Satellite Award 2006
  - Meilleur acteur dans un second rôle de télévision - Robert Knepper[103]
- Eddie Award 2005
  - Meilleur montage pour une série de moins d'une heure - Mark Helfrich (pour l'épisode La Grande Évasion)[104]

## Controverses
| Signalétique     | Signalétique                                                     |
| ---------------- | ---------------------------------------------------------------- |
| États-Unis       | TV-14 (Déconseillé aux moins de 14 ans)                          |
| France           | Déconseillé aux moins de 12 ans                                  |
| Canada           | 14+ (Déconseillé aux moins de 14 ans)                            |
| Royaume-Uni      | 15 (Déconseillé aux moins de 15 ans)                             |
| Suisse           | Logo rouge (Pouvant choquer certaines sensibilités = ± Déc. -16) |
| Allemagne        | o.Al., 6, 12 (quelques épisodes)                                 |
| Australie        | M (Déconseillé aux moins de 15 ans)                              |
| Nouvelle-Zélande | AO (Adultes uniquement)                                          |
| Hongrie          | 16+ (Déconseillé aux moins de 16 ans)                            |

### Aux États-Unis
Le feuilleton est classé "TV-14" (ne convient pas à des enfants de moins de quatorze ans) aux États-Unis et au Canada. En raison du cadre et du scénario, Prison Break cherche principalement à cibler la tranche d'âge des 18-34 ans. Il se voit reprocher un contenu trop adulte incluant des scènes de violence, l'utilisation d'un langage cru, des scènes à caractère sexuel et des références à la consommation de drogue ou de médicaments. En particulier, des critiques ont été soulevées par la conservatrice et très influente association américaine, Parents Television Council, au sujet de l'horaire de passage du feuilleton (20 h 0). Elle estime qu'il ne convient plus depuis que le feuilleton a présenté quelques scènes de nudité ou d'activité sexuelle.
Par ailleurs, le 24 octobre 2006, Donald et Robert Hughes entament un procès contre la Fox, le producteur exécutif et le créateur du feuilleton, Paul Scheuring, pour plagiat et réclament des dommages et intérêts. Ils affirment qu'en 2001, ils ont envoyé à la Fox leur manuscrit basé sur leur expérience personnelle d'évasion d'une prison pour jeunes délinquants. Dans les années 1960, Donald Hughes a conçu et organisé avec succès l'évasion de son frère, Robert Hughes, qui était emprisonné à tort,.

### En France
Pour le diffuser à 20 h 50 en première partie de soirée, M6 a volontairement édulcoré le feuilleton. Pour ce faire, elle a supprimé certaines scènes et exigé de la société de doublage de changer le sens de plusieurs phrases lors du doublage en français. Néanmoins, ces dispositions n'ont pas été jugées suffisantes par le Conseil supérieur de l'audiovisuel (CSA) puisque le 24 octobre 2006, estimant que le feuilleton « présente, aux yeux du Conseil, de nombreuses scènes de violence dans un contexte carcéral perturbant pour de jeunes enfants », il a signifié par écrit à la chaîne que la diffusion s'accompagne de la signalétique "Déconseillé aux moins de douze ans" et par conséquent qu'à l'avenir il soit diffusé en deuxième partie de soirée. Compte tenu des excellentes audiences qu'a obtenues Prison Break, cette décision est lourde de conséquence pour la chaîne.
Le président du groupe M6, Nicolas de Tavernost, estime que « cette décision serait inéquitable vis-à-vis de M6 dans la mesure où d'autres chaînes concurrentes diffusent parfois des séries plus violentes sur leur antenne à cette heure-là. ». C'est une allusion à la série policière Les Experts ainsi que ses dérivées, que la chaîne rivale TF1 diffuse également en prime-time. Il ajoute: « Nous sommes évidemment disposés à faire les coupes qui s'imposent dans cette série, coupes que nous faisons déjà spontanément. ». M6 a rendu public dans le journal Le Parisien du 23 novembre 2006, un sondage commandé à l'IFOP le 4 novembre 2006 pour savoir ce que pensaient les téléspectateurs de la violence supposée de Prison Break. À la question: « Prison Break est-elle adaptée à une programmation en prime time ? », la réponse est oui à 82 %. Puis, « Êtes-vous choqués par la violence de la série ? », à 78 % les téléspectateurs sondés ont répondu non. Enfin, « Y a-t-il plus de violence dans Prison Break que dans les films, téléfilms ou séries actuellement diffusées ? », la réponse a de nouveau été non à 73 %.
À la suite d'un recours gracieux effectué par M6, le CSA a accepté de réviser sa décision le 22 janvier 2007 et de classifier différemment chaque épisode de la première saison. Onze épisodes sur vingt-deux (2, 3, 4, 6, 7, 8, 12, 15, 17, 19, 22) sont placés en catégorie III, ce qui signifie qu'il est interdit de les diffuser avant 22 heures. Le CSA recommande également « un avertissement général au début de chaque soirée, appelant à une vigilance particulière en raison de l'hétérogénéité de leur niveau de classification ». C'est la raison pour laquelle, lors de la rediffusion de la première saison de Prison Break sur la chaîne W9, ce n'est pas toujours le même nombre d'épisodes chaque dimanche. Frédéric de Vincelles, le codirigeant de W9, précise qu'ils ont dû « calculer le nombre d'épisodes à programmer de manière à respecter les recommandations du CSA. D'où des soirées à trois épisodes et d'autres à deux. ».

### Autres pays
Prison Break est signalé A+18 (déconseillé aux moins de 18 ans) au Chili, PG (présence d'un adulte recommandée) à Hong Kong, PG13V (présence d'un adulte recommandée et déconseillé aux moins de 13 ans) en Afrique du Sud, 12 (déconseillé aux moins de 12 ans) aux Pays-Bas et accompagné du logo rouge en Suisse romande (« programme contenant des scènes susceptibles de choquer certaines sensibilités »). Au Brésil, le feuilleton est diffusé à 22 heures, ce qui signifie qu'il ne convient pas aux enfants de moins de 14 ans. Par ailleurs, en Chine, le feuilleton est interdit de diffusion sur une chaîne de télévision, en raison de la violence et des crimes qui risqueraient de trop perturber les enfants.
Dans les prisons tunisiennes et dans certains établissements pénitentiaires des États-Unis, la diffusion du feuilleton ainsi que le port de tatouages y sont interdits.

## Autres médias et produits dérivés
En parallèle aux diffusions télé, les épisodes de Prison Break sont édités sur d'autres supports. Devant le succès rencontré par le feuilleton, plusieurs produits dérivés sont sortis. Il existe également sur internet des sites non officiels de fans, comprenant notamment des fanfics et ceci dans plusieurs langues.
Les quatre saisons et le téléfilm sont sorties en DVD quelques semaines après leur diffusion. Concernant l'édition Blu-ray, seuls la 1re, la 3e, la 4e saison et l'épilogue de la série, The Final Break, sont sortis peu de temps après la fin de leur diffusion (même si la saison 1 est sorti durant la diffusion de la saison 2) ; la 2e saison sortira, elle, en édition Blu-ray en novembre 2009, en même temps que celle de la saison 4.
| Saison          | Épisodes | Disques | Date de sortie                         | Date de sortie             | Date de sortie                | Date de sortie | Date de sortie | Date de sortie |
| Saison          | Épisodes | Disques | Zone 1                                 | Zone 2                     | Zone 4                        |                |                |                |
| --------------- | --- | ------- | -------------------------------------- | -------------------------- | ----------------------------- | -------------- | -------------- | -------------- |
| 1               | 22 | 6       | États-Unis / Canada : 8 août 2006      | France : 6 décembre 2006   | Australie : 13 septembre 2006 |                |                |                |
| 1               | Le total de cette édition comprend 966 minutes. Elle inclut dix commentaires audio par les membres de l'équipe et des acteurs, cinq scènes coupées au montage, quatre documentaires, six spots TV et deux bandes-annonces publicitaires. La sortie du feuilleton en DVD était accompagnée aux États-Unis de cadeaux promotionnels. Avec la chaîne de magasins Target, l'achat du coffret complet en DVD donnait droit à un dvd supplémentaire contenant l'épisode spécial "Behind the Walls" tandis que les bonus en DVD donnés par les magasins Best Buy contiennent les 26 mobisodes de Prison Break: Proof of Innocence. |         |                                        |                            |                               |                |                |                |
| 2               | 22 | 6       | États-Unis / Canada : 4 septembre 2007 | France : 5 décembre 2007   | Australie : 19 septembre 2007 |                |                |                |
| 2               | Le total de cette édition comprend 966 minutes. Elle inclut onze commentaires audio par les membres de l'équipe et des acteurs, deux documentaires (« Reinvention of a Series » et « Turning Dallas Into America »), un clip vidéo (Prison Break Theme - Ferry Corsten Breakout Mix) et le premier épisode de la saison 5 de 24 heures chrono. |         |                                        |                            |                               |                |                |                |
| 3               | 13 | 4       | États-Unis / Canada : 12 août 2008     | France : 3 décembre 2008   | Australie : 3 décembre 2008   |                |                |                |
| 3               | Le total de cette édition comprend 580 minutes. Elle inclut deux documentaires : l'évasion et le tournage, le making-of de l'épisode 1 puis les scènes expliquées par le réalisateur. |         |                                        |                            |                               |                |                |                |
| 4               | 22 | 6       | États-Unis / Canada : 2 juin 2009      | France : 3 novembre 2010   | Australie : 3 novembre 2010   |                |                |                |
| 4               | Le total de cette édition comprend 966 minutes. Elle inclut des commentaires audio par les membres de l'équipe et des acteurs, ainsi que quatre documentaires. |         |                                        |                            |                               |                |                |                |
| The Final Break | 2 | 1       | États-Unis / Canada : 27 juillet 2009  | France : 2 décembre 2009   | Australie : 31 mars 2010      |                |                |                |
| The Final Break | Le total de cette édition comprend 89 minutes. Elle inclut des scènes coupées. |         |                                        |                            |                               |                |                |                |
| 5               | 9 | 3       | États-Unis / Canada : 27 juin 2017,    | France : 13 septembre 2017 | Australie : 26 juillet 2017   |                |                |                |
| 5               | Le total de cette édition comprend 391 minutes. Elle inclut un documentaire (A Return Home: The Making of "Prison Break" Event Series),. |         |                                        |                            |                               |                |                |                |

Avec un volume de vente de 10,9 millions d'euros, le coffret en DVD de la première saison est le 10e bien culturel (jeu vidéo, livre, CD, DVD…) le plus vendu en France en 2006.
À partir du 9 mai 2006, les épisodes de Prison Break étaient disponibles pour un achat en ligne sur iTunes Music Store.
Après la diffusion du premier épisode de la deuxième saison de Prison Break, la Fox a autorisé la diffusion gratuite des épisodes sur plus de cinquante sites internet incluant AOL, Google et Yahoo!, ainsi que son propre site officiel. Toutefois, cela est strictement réservé aux États-Unis. Les trois premiers épisodes de la deuxième saison étaient disponibles sur le net pendant une semaine après leur diffusion sur la chaîne de télévision. Puis, la diffusion en ligne sans possibilité de téléchargement (streaming), a été reportée. Toutefois en raison de l'interruption du feuilleton pendant trois semaines due à la diffusion sur la Fox des playoffs de la Ligue majeure de baseball, une stratégie est développée par News Corporation (une filiale de la Fox et MySpace) pour maintenir l'intérêt des téléspectateurs envers Prison Break. À partir du mois d'octobre, la Fox recommence à diffuser les épisodes passés de la deuxième saison sur MySpace et les autres sites internet lui appartenant. Pour compenser la gratuité, la chaîne a inclus plusieurs publicités imposées.

### Mobisodes
Une série dérivée du feuilleton, Prison Break: Proof of Innocence, a été réalisée exclusivement pour des téléphones portables. Il comprend 26 épisodes d'environ deux minutes chacun. C'est le fruit d'une collaboration entre le constructeur automobile Toyota et la Fox. Le constructeur l'utilise pour promouvoir un de ses véhicules : la Toyota Yaris. Le premier épisode est devenu disponible sur le site de Toyota le 8 mai 2006. Prison Break: Proof of Innocence introduit de nouveaux personnages, dont Amber McCall, une amie de L.J. (elle reçoit notamment la photo que L.J avait prise lors de l'assassinat de sa mère et de son beau-père), mais les décors restent identiques au feuilleton principal.

### Conventions
La première convention Prison Break de trois jours a eu lieu du 18 mai au 20 mai 2007 au Radisson Edwardian Hotel, Heathrow, à Londres. Les acteurs présents étaient Robert Knepper (T-Bag) et Stacy Keach (Henry Pope).

### Figurines
Des poupées à l'effigie des deux personnages principaux Michael Scofield et Lincoln Burrows, ont été réalisées par le magasin chinois Hot Toys. Ces jouets sont sortis en tirage limité en juin 2007 et coûtent environ 100 euros pièce.
Le magasin Enterbay prévoit la sortie, en 2010, de figurines à l'effigie de Michael Scofield (dont cette version comprendrait le tatouage du héros, à la différence de celle de Hot Toys), Lincoln Burrows et Theodore Bagwell.

### Jeu vidéo
En mars 2010 sort Prison Break: The Conspiracy, un jeu vidéo sur PlayStation 3, Xbox 360 et PC développé par Zootfly et édité par Deep Silver.
L'histoire se déroule en parallèle de la première saison de la série ; le joueur y incarne Tom Paxton, un agent du Cartel, incarcéré dans le pénitencier de Fox River afin de découvrir les réelles motivations de Scofield dans ce lieu. Tout au long de son aventure, le joueur rencontrera les différents protagonistes de la série et revivra certaines situations connues.

## Parodies et clins d'œil
Prison Break a fait l'objet de plusieurs parodies depuis sa création. En mai 2006, le magazine américain Mad no 465 a réalisé une satire intitulée Prison Fake. Dans une interview, Wentworth Miller déclare que l'une des meilleures choses qui lui soit arrivée depuis qu'il connaît le succès est ce passage dans le magazine.
En 2009, une série tunisienne de 15 épisodes qui parodie la série Prison Break et Lost s'appelle Prison Brika.
En France, l'animateur Sébastien Cauet a également diffusé le 24 mars 2007 une parodie du feuilleton dans son émission « Cauet retourne la télé ! », avec Cécile de Ménibus en Sara Tancredi et Cauet en Michael Scofield.
Par ailleurs, Le Fantastique Mystère de Pâques, cinquième épisode de la onzième saison de la série animée South Park, a utilisé deux personnages nommés TeaBag et Nick Donovan. C'est un clin d'œil à des personnages de Prison Break : T-Bag, Nick Savrinn et Veronica Donovan (les avocats de Lincoln Burrows dans la première saison).
Dans la série Earl, dans l'épisode 12 de la saison 3, Earl se fait écrire au marqueur le plan de la prison sur son dos.
Dans la série Legends of Tomorrow (2016), Dominic Purcell et Wenworth Miller incarnent respectivement Heat Wave et Captain Cold, deux braqueurs de banques devenus voyageurs temporels. Dans l'épisode 5 de la saison 1, on entend Wenworth Miller dire This is not my first prison break (« ce n'est pas ma première évasion de prison »). Dans ce même épisode, il aidera le personnage joué par Dominic Purcell à s'évader d'une prison russe.
Dans un sketch des Guignols de l'info, Jacques Chirac, alors Président de la République française, est représenté torse nu avec un immense tatouage dessiné sur le corps. Il explique que ce tatouage lui est indispensable s'il veut retrouver les bières qu'il a cachées dans le palais de l'Élysée pour éviter que « Maman », c'est-à-dire sa femme Bernadette Chirac, ne les lui confisque.
Dans le film d'animation Mutafukaz, lors de la course poursuite entre le héros Angelino et ses ennemis, on y aperçoit les trois avenues, English, Fitz et Percy, sur des panneaux routiers, en référence aux trois options de sorties testées par Michael Scofield lors de la saison 1.